# Dedimar Souza Lima
Dedimar Souza Lima (sinh ngày 27 tháng 1 năm 1976) là một cầu thủ bóng đá người Brasil.

## Sự nghiệp câu lạc bộ
Dedimar Souza Lima đã từng chơi cho Júbilo Iwata và Tokyo Verdy.

## Thống kê câu lạc bộ

### J.League
| Đội          | Năm       | J.League | J.League | J.League Cup | J.League Cup | Tổng cộng | Tổng cộng |
| Đội          | Năm       | Trận     | Bàn      | Trận         | Bàn          | Trận      | Bàn       |
| ------------ | --------- | -------- | -------- | ------------ | ------------ | --------- | --------- |
| Júbilo Iwata | 1998      | 4        | 1        | 0            | 0            | 4         | 1         |
| Tokyo Verdy  | 2006      | 8        | 0        | -            | -            | 8         | 0         |
| Tổng cộng    | Tổng cộng | 12       | 1        | 0            | 0            | 12        | 1         |